# Uriah Heep (personagem)
Uriah Heep é um personagem fictício criado por Charles Dickens no seu romance de 1850, David Copperfield. Heep é o principal antagonista durante a segunda parte do romance. Este personagem é notável pela sua bajulação, falsidade e oportunismo.

## No romance
David Copperfield conheceu Heep, de 15 anos, quando vai morar com o Sr. Wickfield e a sua filha Agnes.
Heep é um escriturário que trabalha para o Sr. Wickfield. Apercebe-se de que o seu patrão, viúvo, se entrega à bebida e aproveita-se disso a seu favor. Heep encoraja Wickfield a beber, fá-lo pensar que cometeu delitos financeiros enquanto estava bêbado e chantageia-o para que o torne seu sócio no seu escritório de advocacia. Heep admite a Copperfield (a quem odeia) que pretende influenciar Agnes para que se case com ele.
Heep calcula mal quando contrata o Sr. Micawber como escriturário, presumindo que Micawber nunca arriscará sua própria segurança financeira expondo as transgressões de Heep. No entanto, Micawber é honesto e ele, Copperfield e Tommy Traddles confrontam Heep com provas das suas vigarices. Eles só deixaram Heep partir em liberdade depois de ele, relutantemente, concordar em se despedir e devolver o dinheiro que furtara.
Mais tarde no romance, Copperfield encontra Heep pela última vez. Fora preso por fraude bancária e aguardando transporte, Heep age como um prisioneiro modelo arrependido. Porém, em conversa com Copperfield, ele se revela, como sempre fora, um canalha cheio de malícia.

## Origens

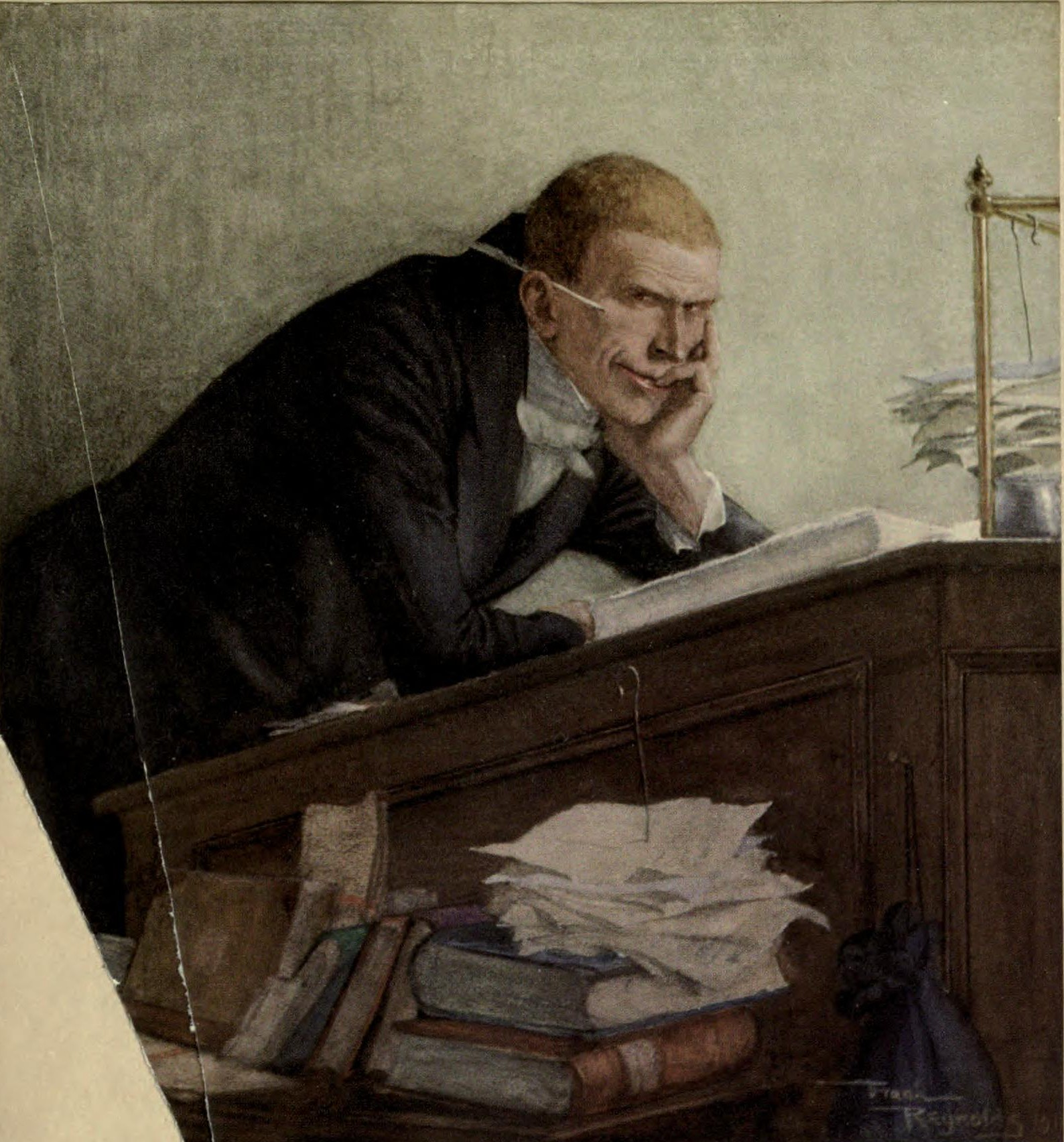
Arte de Uriah Heep por Frank Reynolds (1910)

Muito de David Copperfield é autobiográfico, e alguns estudiosos acreditam que os maneirismos e atributos físicos de Heep são baseados em Hans Christian Andersen, que Dickens conheceu pouco antes de escrever o romance. Os esquemas e o comportamento de Uriah Heep também podem ser baseados em Thomas Powell, funcionário de Thomas Chapman, um amigo de Dickens. Powell "caiu nas boas graças da casa de Dickens" e foi descoberto como um falsificador e ladrão, tendo desviado £ 10 mil de seu empregador. Mais tarde, ele atacou Dickens em panfletos, chamando atenção especial para a classe social e o passado de Dickens.

## Nos média
Em adaptações para o cinema e para a televisão, o personagem foi interpretado por Peter Paget (1934), Roland Young (1935), Maxwell Shaw (1956), Colin Jeavons (1966), Ron Moody (1969), Martin Jarvis (1974), Paul Brightwell (1986), Nicholas Lyndhurst (1999), Frank MacCusker (2000) e Ben Whishaw (2018).
A banda de rock britânica Uriah Heep tem o nome do personagem.